# Санцено
Санцено (італ. Sanzeno) — муніципалітет в Італії, у регіоні Трентіно-Альто-Адідже,  провінція Тренто.
Санцено розташоване на відстані близько 510 км на північ від Рима, 34 км на північ від Тренто.
Населення — 935 осіб (2014).

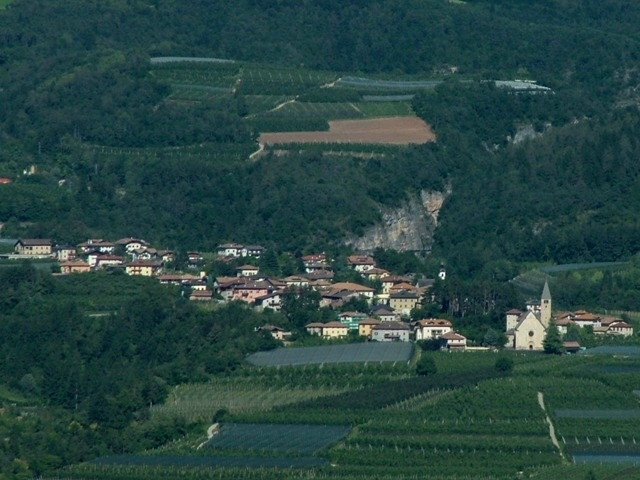

Щорічний фестиваль відбувається 29 травня. Покровитель — Santi Sisinnio, Martirio ed Alessandro.

## Демографія
Населення за роками:

Станом на 1 січня 2023 року в муніципалітеті офіційно проживало 66 іноземців з 16 країн, серед них 18 громадян країн Євросоюзу та 1 громадянин України.

## Сусідні муніципалітети
- Клес
- Коредо
- Дамбель
- Рево
- Ромалло
- Ромено
- Таїо
- Вілле-д'Анаунія